# Вільям Келін
Вільям Келін-молодший (англ. William «Bill» George Kaelin Jr.; нар. 23 листопада 1957, Джамейка, Квінз, Нью-Йорк) — американський учений-медик, онколог. Професор Гарвардського Dana–Farber Cancer Institute.

## Біографія
Народився у Нью-Йорку в родині податкового адвоката Вільяма Кейлина-старшого (1929-2011), випускника Університету Дюка, і Ненсі Кейлін (уродженої Горн, 1932-2003). Закінчив університет Дюка і там же здобув ступінь доктора медицини, пройшов терапевтичну підготовку у шпиталі Джонса Гопкінса.
З 1998 року дослідник Медичного інституту Говарда Г'юза.

## Нагороди та визнання
- 1990: NIH Physician-Scientist Award[7]
- 2001: Paul Marks Prize for Cancer Research[en][8]
- 2006: Richard and Hinda Rosenthal Foundation Award, AACR
- 2006: Doris Duke Distinguished Clinical Investigator Award[9]
- 2007:  Duke University School of Medicine Distinguished Alumni Award [10]
- 2010: Міжнародна премія Гайрднера, Канада[11]
- 2010: член Національної академії наук США
- 2011: Премія Альфреда Кнудсона з онкогенетики, NCI (2011)
- 2012:  Премія Стенлі Корсмейера[de], American Society for Clinical Investigation (спільно з Грег Семенза)
- 2012: Grand Prix scientifique de la Fondation Lefoulon-Delalande[en], Інститут Франції (спільно з Грег Семенза, Пітер Реткліфф та Стефан Макнайт[en])
- 2014: Премія Вайлі[en] однойменного фонду (спільно з Грег Семенза, Пітер Реткліфф та Стефан Макнайт)[12]
- 2014: Steven C. Beering Award[ru]
- 2014: член Американської асоціації онкодосліджень[en] (AACR)[13]
- 2016: Science of Oncology Award, Американське товариство клінічної онкології (ASCO[en])
- 2016: Princess Takamatsu Award[en], AACR
- 2016: Премія Альберта Ласкера за фундаментальні медичні дослідження (спільно з Грег Семенза, Пітер Реткліфф)[14]
- 2018: Премія Мессрі[en]
- 2019: Нобелівська премія з фізіології або медицини[15][16]

## Доробок
- mit O. Iliopoulos u. a.: Negative regulation of hypoxia-inducible genes by the von Hippel-Lindau protein, Proc Natl Acad Sci U S A, Band 93, 1996, S. 10595–10599.
- mit E. Maher, u. a.: von Hippel-Lindau Disease, Medicine, Band 76, 1997, S. 381–391.
- mit C. E. Stebbins u. a.: Structure of the VHL-ElonginC-elonginB complex: implications for VHL tumor suppressor function, Science, Band 284, 1999, S. 455–461
- mit I. Mircea, K. Kondo u. a.: HIFa targeted for VHL-mediated destruction by proline hydroxylation: Implications for O2 sensing, Science, Band 292, 2001, S. 464–468
- Molecular basis of the VHL hereditary cancer syndrome, Nat. Rev. Cancer, Band 2, 2002, S. 673–682, PMID 12209156
- mit K. Kondo u. a.:  Inhibition of HIF is necessary for tumor suppression by the von Hippel-Lindau protein,  Cancer Cell, Band 1, 2002, S. 237–246
- mit K. Kondo u. a.: Inhibition of HIF2alpha Is sufficient to suppress pVHL-defective tumor growth, PLoS Biol., Band 1, 2003, S. 439–444.
- mit W. Y. Kim u. a.: The role of VHL gene mutation in human cancer, J. Clin. Oncol., Band 22,  2004, S. 4991–5004.
- mit P. J. Ratcliffe u. a.: Oxygen sensing by metazoans: the central role of the HIF hydroxylase pathway, Mol. Cell, Band 30, 2008, S. 393–402
- mit Y. A.  Minamishima: Reactivation of hepatic EPO synthesis in mice after PHD loss, Science, Band 329, 2010, S. 407.
- The VHL Tumor Suppressor Gene: Insights into Oxygen Sensing and Cancer, Trans. Am. Clin. Climatol. Assoc., Band 128, 2017, S.  298–307.  PMID 28790514
- Common pitfalls in preclinical cancer target validation, Nat. Rev. Cancer, Band 17, 2017, S. 425–440
- mit M. Ivan: The EGLN-HIF O2-Sensing System: Multiple Inputs and Feedbacks, Mol. Cell, Band 66, 2017, S. 772–779
- HIF2 Inhibitor Joins the Kidney Cancer Armamentarium, J. Clin. Oncol., Band 36, 2018, S. 908–910.
- mit J. Zhang u. a.: VHL substrate transcription factor ZHX2 as an oncogenic driver in clear cell renal cell carcinoma, Science, Band 361, 2018, S. 290–295